# Duitse Generale Staf
Duitse Generale Staf is een onvolkomen vertaling van het Duitse begrip Generalstab. De Duitse Generale Staf  was en is een militair, sociaal en politiek fenomeen. Historisch was de “Generalstab”  een organisme dat de hoogste leiding van het Duitse landleger verzekerde.
“Generalstab”, kort voor “Truppengeneralstab”  (Troepen Generale Staf), was en is ook de naam van de staf die de commandant van een grote legereenheid bijstaat. “Generalstab” slaat daarenboven ook op het korps officieren, de "Generalstabsoffiziere" (Generale Staf Officieren) die opgeleid en getraind waren om zowel in de hoogste leiding van het leger te dienen als in de staven van grote eenheden. 
De Generale Staf had grote invloed op de benadering van Duits-nationale en internationale veiligheids- en defensieproblemen. 

## Ontstaan

### De eerste jaren
Op het einde van de 17de eeuw waren de legers zo groot geworden en de oorlogstheaters zo uitgestrekt dat de soeverein, staatshoofd en veldheer, onmogelijk alleen alle aspecten van de bevelvoering kon overzien. 
Naar het voorbeeld van  het destijds sterke en gereputeerde Zweedse leger organiseerde de Hertog van Pruisen daarom een “Generalquartiermeisterstab”. Die staf was een los verband van adjudanten en ingenieur officieren, bevoegd voor niet-operationele bijkomende aspecten van de bevelvoering: technische werken, marsroutes, inkwartiering, keuze van en inrichten van versterkingen.
Na de Franse revolutie veranderde de militaire omgeving op dramatische wijze. In plaats van oorlogen van vorsten en prinsen namen gewapende conflicten de vorm aan van volksoorlogen. Massalegers ontmoetten elkaar op verre en verspreide oorlogstheaters.
Een veldtocht waarbij miljoenen soldaten betrokken zijn kon niet meer zomaar georganiseerd worden. De veldheer kon niet meer alleen bevelen. 
Napoleon was de eerste om staven met vakmensen op te richten. De successen van Napoleon waren aan die staven te danken.
In een reactie op de nederlagen tegen Napoleon (slag bij Jena en Auerstedt (1806) ) paste ook Pruisen de organisatie van de bevelvoering aan. De bestaande officieren adjudanten en ingenieurs werden gegroepeerd in een staand organisme dat de militaire wetenschappen moest bestuderen en ontwikkelen, het terrein in kaart brengen en operationele plannen opstellen. 

### De Generale Staf

#### Oprichting
In 1808 werden in Pruisen onder impuls van de generaal Gerhard von Scharnhorst diepgaande hervormingen doorgevoerd. De “Quartiermeisterstab” werd afgeschaft. Binnen het nieuw opgerichte Oorlogsministerie werd de “Generalstab” (Generale Staf) officieel geïnstalleerd als centraal organisme met een brede waaier van bevoegdheden, enkel en uitsluitend voor het landleger, niet voor de vloot. 

#### Taken
De Generale Staf bestudeerde de Krijgsgeschiedenis, liet landkaarten tekenen, hield de militaire aspecten van de uitbouw van het wegennet in het oog, bestudeerde bevoorradingsproblemen en personeelszaken en leidde de opbouw van een strijdmacht.
De Generale Staf was ook bevoegd op politiek-operationeel vlak en stelde plannen op voor mogelijke veldtochten naargelang de politieke ontwikkelingen. 

#### Troepen Generale Staf
Een aantal officieren van de Generale Staf deden dienst als liaisonofficier in de staven van grote gevechtseenheden vanaf divisie en in grote vestingen. De afgedeelde officieren stonden bekend als “Truppengeneralstab” (Troepen Generale Staf).
Met de hoofdzetel in Berlijn en gedetacheerden her en der bij de troepen en vestingen fungeerde de Generale Staf als het ware als een apart autonoom zenuwstelsel binnen het leger.

### Kriegsakademie
Een “Kriegsakademie“ (Krijgsschool) werd opgericht voor de opleiding van streng geselecteerde kandidaat - leden van de Generale Staf. De naam van de school zegt wat onderwezen werd: voorbereiding tot de oorlog en oorlogsvoering, d.w.z. strategie en tactiek. 
Het doel was de jonge officieren op te leiden tot zelfstandig denkende en handelende Generale Staf Officieren die zelf konden beslissen hoe opgelegde opdrachten uit te voeren.

### Resultaten
De nieuwe Pruisische Generale Staf bewees zijn waarde tijdens de oorlogen van 1813 – 1815 met Frankrijk voor de bevrijding van de Duitse gebieden. De militair-wetenschappelijke operatieplannen van het Pruisische leger werden opgesteld door Scharnhorst, de Chef van de Generale Staf. Parijs werd in 1814 veroverd volgens een plan van Generalfeldmarschall August Neidhardt von Gneisenau. Aan de Slag bij Waterloo lag eveneens een plan van de Pruisische Generale Staf ten gronde. 
De Generale Staf bewees zijn kunnen in de oorlogen voor de eenmaking van Duitsland. In de slag bij Königgrätz 1866 leverde de Generale Staf onder leiding van  de chef van de Generale Staf Generalstabschef, Generalfeldmarschall Helmuth Karl Bernhard von Moltke (bijgenaamd de oudere) een voorbeeld van perfect stafwerk. Drie Pruisische legers rukten gescheiden op naar Bohemen om pas op het slagveld, precies op tijd verenigd, het leger van de tegenstander te verslaan.

## Het Duitse Rijk en het Duitse Keizerrijk

### Politiek-militaire situatie
De in 1866 gestichte  “Noord-Duitse Bond” was een statenbond van tientallen autonome politieke entiteiten onder Pruisische leiding. Het leger van het Duitse Rijk, (na 1870 het Duitse Keizerrijk), bestond uit de strijdkrachten van Pruisen en van andere leden van de Bond. De deelstaten Beieren, Saksen en Württemberg hadden elk hun eigen ministerie van oorlog en hun eigen leger dat onder bevel stond van de vorst of een prins uit de respectieve erfelijke dynastieën. De andere deelstaten hadden hun troepen onder bevel van Pruisen geplaatst of ze waren met het Pruisische leger versmolten.
De “Generalstab” werd verdeeld in twee takken: de centrale “Große Generalstab” (Grote Generale Staf)  en de “Truppengeneralstäbe” (Troepen Generale Staven). 

### De Grote Generale Staf
De Grote Generale Staf bestond uit de Pruisische Generale Staf waarbij ook Generale Staf Officieren van Beieren, Saksen en Württemberg ingedeeld waren. De Grote Generale Staf voorzag in de behoefte aan gestandaardiseerde procedures, bestudeerde politiek-militaire zaken en stelde plannen op met betrekking tot het geheel van het Duitse Rijk. 

#### Organisatie
De zogenaamde Duitse afdeling van de Grote Generale Staf was bevoegd voor de bewaking van de grenzen, de vestingen van het Rijk en de bewapening, training, organisatie, mobilisatie en ontplooiing van het landleger. 
De Grote Generale Staf telde verder een aantal afdelingen voor het wereldwijd volgen van politieke en militaire ontwikkelingen en voor het verwerken van informatie van diverse inlichtingenbronnen. Elk Europees land waarmee het Rijk kon te maken krijgen werd gevolgd door een gespecialiseerde afdeling: Rusland, Frankrijk, Engeland, Oostenrijk-Hongarije, Italië. 
Daarnaast had de Grote Generale Staf ook afdelingen voor ondersteunende functies: spoorwegen, studiereizen, cartografie, studie van krijgsgeschiedenis.
Ten slotte was er ook een afdeling voor het plannen van de  “Kaisermanöver”, een jaarlijkse parade en massaal manoeuvre van de strijdkrachten.

#### Chef van de Grote Generale Staf
De Chef van de Grote Generale Staf, (stafchef of, in Nederland, chef-staf) noemde zich kortweg “Chef van de Generale Staf “. Hij was tegelijk ook de hoogste meerdere van alle Generale Staf Officieren.
Vanaf 1882 speelde Generaal (later “Generalfeldmarschall”) Alfred von Waldersee als generaal-kwartiermeester en plaatsvervanger van Moltke een bepalende rol. Onder de leiding van Waldersee, een conservatieve, mateloos ambitieus en geslepen man, begaf de Generale Staf zich bij middel van de pers en persoonlijke contacten op het domein van de buitenlandse politiek en industrie. Andere machtscentra zoals de ministeries van oorlog en het keizerlijk militair kabinet werden buiten spel gezet. De Generale Staf werd talrijker en talrijker om tegen het einde van de 19de eeuw 239 officieren te tellen (197 Pruisen, 25 Beieren, 10 Saksen, 7 Württembergers).
Als hoogste militaire autoriteit kreeg de “Chef des Generalstabes der Armee“ van Pruisen (Chef van de Generale Staf van het Pruisische Leger), tegelijk Chef van de Grote Generale Staf, vanaf vredestijd, rechtstreekse toegang tot de Keizer, bij wet de “Oberster Kriegsherr“ van het Duitse Rijk, de opperbevelhebber. Dit liet de Chef van de Grote Generale Staf toe militaire beslissingen te nemen met voorbijgaan van de Kanselier en de “Reichstag”.
Het weloverwogen evenwichtig beleid van Moltke in samenwerking met de kanselier Bismarck zou gaande weg plaats ruimen voor onbeperkt militaristisch en offensief denken.
Die evolutie bereikte haar hoogtepunt wanneer in 1888 Wilhelm II keizer werd en in 1890 Bismarck opzij geschoven werd.
Een en ander leidde ertoe dat militaire planning niet onderworpen was aan het primaat van de politiek. Die situatie kan beschouwd worden als een van de diepe oorzaken van de dramatisch afgelopen Eerste Wereldoorlog: het Schlieffenplan werd opgesteld als enig en boven alle discussie verheven oorlogsplan zonder dat gezaghebbende politici van het Rijk ingewijd waren.

### Troepen Generale Staven

#### Organisatie
Bij elk legerkorps en iedere grote vesting werden een aantal Generale Staf Officieren afgedeeld met een kolonel of generaal-majoor als plaatselijke Stafchef. Bij een divisie werd een majoor afgedeeld. Deze officieren stonden niet onder het ondubbelzinnig en exclusief gezag van de bevelvoerende commandant. Ze bleven onder controle van de Chef van de Generale Staf . 

#### De Stafchef
Het was regel dat de Stafchef van een Troepen Generale Staf met voorbijgaan van de bevelvoerende commandant van zijn eenheid, rechtstreeks met de stafchefs van hogere en lagere echelons kon corresponderen. Wanneer de adellijke erfelijke commandant van het betrokken legeronderdeel weinig geïnteresseerd was of ongeschoold en onbekwaam bood deze regeling een elegante oplossing om aan hem voorbij te gaan. De Stafchef was dan op zijn minst deelgenoot aan de beslissing en mede aansprakelijk. In het uiterste geval nam de Stafchef de facto het bevel waar. 

### De Kriegsakademie
Pruisen en Beieren leidden elk hun eigen Generale Staf Officieren en gebeurlijk die van andere deelstaten op aan een eigen "Kriegsakademie".
De "Kriegsakademies" en de Generale Staf Officieren waren de factoren die alle legers en legereenheden van het Rijk operationeel en staftechnisch op dezelfde lijn brachten. 

### Het Korps Generale Staf Officieren
De krijgsmacht bekleedde een bijzondere plaats in de Duitse samenleving. De symbiose met de samenleving was totaal. 
In het bijzonder de Generale Staf in de betekenis van het apart korps officieren die dienden in de Grote Generale Staf, in een Troepen Generale Staf of andere voorbehouden posten had een sterk imago. “Generalstabsmäsig”, zoals in de Generale Staf, behoorde tot het dagelijks taalgebruik om een perfect werk, organisatie, onderneming te beschrijven. De Generale Staf Officieren waren als uitgekozen jonge officieren aan de “Kriegsakademie” opgeleid. Ze bleven hun hele loopbaan lid van het korps. 
Oorspronkelijk waren veel officieren van de Generale Staf zogenaamde Pruisische Junkers, uit de klasse van al dan niet aristocratische grootgrondbezitters Oost van de Elbe. Deze klasse bekleedde door het grondbezit, het partijdige kiesrecht en hun verbondenheid met het Pruisische leger een machtspositie in Pruisen en later in gans het Rijk. Ze waren steunpilaren van het vorstenhuis, extreem conservatief, antiliberaal, antidemocratisch. Anderzijds behoorden ook een belangrijk aantal officieren van burgerlijke afkomst tot de Generale Staf. Aan de vooravond van de Eerste Wereldoorlog, ongeveer de helft.
In het leger genoten de Generale Staf Officieren het respect van de andere officieren van alle rang en stand. Ze oefenden informeel gezag en invloed uit zoals luitenant-kolonel Richard Hentsch wiens tussenkomst zou bepalend geweest zijn voor de afloop van de eerste Slag bij de Marne. 
De intriges en de traditionele politieke en maatschappelijke opvattingen van het korps Generale Staf Officieren liggen aan de basis van de buitenlandse negatieve beeldvorming van de "agressieve Pruisische Duitser". De Generale Staf zal dan ook voor een deel verantwoordelijk gehouden worden voor de Eerste en de Tweede Wereldoorlog. 

## Eerste Wereldoorlog

### De Grote Generale Staf
Bij het uitbreken van de Eerste Wereldoorlog werd de Grote Generale Staf, uitgebreid met de Generale Staven van Beieren, Saksen en Württemberg. Terwijl een groot deel van de Grote Generale Staf in Berlijn achterbleef werd met de afdelingen die direct te maken hadden met operationele bevelvoering de OHL, “Oberste Heeresleitung” (opperste leiding van het landleger) opgericht en te velde ontplooid. De OHL was niet bevoegd voor de oorlog ter zee. Die was een zaak van de “Admiralstab” (Admiraliteit). Meer nog: in de aanloop naar de oorlog waren de plannen van het landleger en van de marine niet op elkaar afgestemd. 
De leiding over het OHL was in handen van de Pruisische  “Chef des Generalstabes der Armee“. De eerste was “Generaloberst” Helmuth Johannes Ludwig von Moltke (bijgenaamd “de jongere”) . In september 1914 werd hij opgevolgd door General der Infanterie Erich von Falkenhayn. Die werd in August 1916 vervangen door Generalfeldmarschall Paul von Hindenburg

### Het Grote Hoofdkwartier
Naast en boven de OHL stond het Grote Hoofdkwartier van zijne Majesteit Wilhelm II, Keizer van het Duitse Rijk en Koning van Pruisen. Het Grote Hoofdkwartier moest instaan voor de hoogste militaire en politieke leiding van het Duitse Keizerrijk. Het was vanaf 3 augustus 1914 opgericht met een AKO, een allerhoogste kabinetsorder van de Keizer, een onbetwistbare beslissing van de monarch, en te velde achtereenvolgens op verschillende plaatsen ontplooid, als laatste, in 1918, Spa.

### Verhouding OHL-Grote Hoofdkwartier
De OHL (“Oberste Heeresleitung”, het operationeel commando van het Landleger) verwierf geleidelijk meer en meer invloed op politieke beslissingen en domineerde al snel het Grote Hoofdkwartier en Keizer Wilhelm II. De laatste twee jaar van de oorlog oefende de OHL de facto regeringsmacht uit.

## De Weimarrepubliek
Na de Eerste Wereldoorlog werd de Duitse Generale Staf door het Verdrag van Versailles opgeheven en wederoprichting onder welke vorm ook was verboden. Daarop werden door de legerleiding een aantal traditionele taken van de Generale Staf elders ondergebracht. Het verbod werd verder omzeild door in het "Reichswehrministerie" een “Truppenamt” (hierna “Troepenbureau”) te  installeren dat de rol van Generale Staf moest spelen. Vanaf 1 september 1933 werd voor de Luchtmacht het “Luftwaffen-Kommando-Amt” opgericht met dezelfde bedoeling. 

### Het Troepenambt
Het Troepenambt telde vier afdelingen. De afdeling T1 had de verantwoordelijkheden van de voormalige afdeling voor ontplooiing en operaties. De afdeling T2 was verantwoordelijk voor organisatie. De afdeling T3 bestudeerde buitenlandse legers. De afdeling T4 stond in voor de opleiding en training.
Vanaf 1 oktober 1933 werd het Troepenambt geleid door Generalleutnant Ludwig Beck.

### Troepen Generale Staven
De Generale Staf in vermomming was zoals voorheen tegenwoordig in de bevelvoering van de divisies en hogere bevelvoeringsorganismen. De officieren van die vermomde Troepen Generale Staf werden evenwel niet Generale Staf Officier genoemd, wel “Führerstabsoffiziere”, Stafofficieren van de Commandant. 

### De Kriegsakademie
De Generale Staf Officieren in vermomming werden niet langer in één “Kriegsakademie” opgeleid. De opleiding werd gegeven in territoriaal verspreide instellingen onder de naam  “Führergehilfenausbildung“ of opleiding van de helpers van de commandant. 

### Het Korps Generale Staf Officieren
In totaal dienden zowat 250 tot 300 vermomde Generale Staf Officieren in het Troepenbureau en als “Führerstabsoffiziere” bij de troepen. Ze behoorden zoals voorheen tot een apart korps. Na 1933 bleek dat aantal weinig en hinderlijk bij de uitbouw van de Wehrmacht. 

## De nationaalsocialistische periode

### Generale Staven
Op 1 juni 1935 kregen het Troepenbureau en het "Luftwaffen-Kommando-Amt" een andere naam: “Generalstab des Heeres” (Generale Staf van de Landstrijdkrachten) en “Generalstab der Luftwaffe” (Generale Staf van de Luchtstrijdkrachten). De “Heeresleitung” werd OKH (“Oberkommando des Heeres” of Oppercommando van de Landstrijdkrachten) en Generalleutnant Ludwig Beck die voorheen het Troepenbureau geleid had werd Chef van de Generale Staf van de Landstrijdkrachten benoemd. Generalleutnant Walther Wever die voorheen het "Luftwaffen-Kommando-Amt" geleid had werd Chef van de Generale Staf van de Luchtstrijdkrachten. 
De Marine, later “Kriegsmarine”, (Oorlogsmarine) had geen “Admiralstab” en bijgevolg evenmin een Stafchef. In 1938 werd het bevelvoeringsorganisme “Seekriegsleitung” (Leiding van de Oorlog ter Zee) geïnstalleerd. De chef van dit organisme werd “Chef des Stabes der Seekriegsleitung“ (Stafchef van de Leiding van de Oorlog ter Zee).
Een overkoepelende, hogere “Generale Staf”, boven de Generale Staven van de krijgsmachtonderdelen werd niet opgericht. Het “Wehrmachtamt”, onderdeel van het “Reichskriegsministerium”, stond in voor de uitbouw van de Krijgsmacht. Het vervulde geen van de klassieke Generale Staf taken. 
In 1933 was Generaal der infanterie Werner von Blomberg “Reichswehrminister” geworden. Hij was de mening toegedaan dat een overkoepelende Generale Staf nodig was. In februari 1938 werd hij aan de kant gezet na een schandaal rond zijn huwelijk met een vrouw van lagere en ongepaste stand. Na enig aarzelen besliste Hitler hem niet te vervangen en zelf het opperbevel over de “Wehrmacht” te nemen. Een staf moest hem daarin bijstaan. Het bestaande “Wehrmachtamt” werd uitgebreid en hernoemd als OKW (“Oberkommando der Wehrmacht”) (Opperbevel van de Nationale Krijgsmacht) met General Wilhelm Keitel als Chef des Oberkommandos der Wehrmacht. 
Binnen het OKW moest het Wehrmachtführungsamt (WFA) (Het bureau voor bevelvoering van de Nationale Krijgsmacht), in operaties Wehrmachtführungsstab, leiding geven aan de drie Wehrmachtonderdelen. Het WFA werd geleid door Alfred Josef Ferdinand Jodl. Dit onderdeel zou vanaf 1940 de naam dragen van “Wehrmachtführungsstab” (Bevelvoeringsstaf van de Krijgsmacht) met Jodl als chef. 
Noch het OKW, noch de "Wehrmachtführungsstab" werden ooit meer dan een raadgevend organisme voor Hitler, zonder duidelijke taakomschrijving.

### Troepen Generale Staven
De tijdens de Weimarrepubliek vermomde staven bij de troepen kregen opnieuw een officiële status als Troepen Generale Staf met aan het hoofd een Chef.
De bijzondere status van de Chef van de Troepen Generale Staf bij een legergroep wordt geïllustreerd door de voorbereiding van de inval in het Westen in mei 1940. 
De stafchef van Legergroep A, Erich von Manstein, stuurde zijn voorstellen voor het offensief in het Westen in eigen naam naar de stafchef van het OKH. Zonder daartoe verplicht te zijn vermeldde hij, om zijn argumentatie kracht bij te zetten, dat zijn commandant, Rundstedt, op de hoogte was en zijn schrijven goedkeurde. 
In zijn boek “Verlorene Siege” noemt Manstein zichzelf “Heeresgruppenchef”, letterlijk “Chef van de Legergroep”, (in correct Nederlands  “Stafchef van de Legergroep”) wat nogmaals de bijzondere positie van de stafchef weergeeft en overigens af en toe aanleiding geeft tot misverstanden als zou hij commandant van de legergroep geweest zijn.

### Verhouding OKW-OKH
In de visie van de Generale Staf Officieren van de Landstrijdkrachten was de Generale Staf van de Landstrijdkrachten bevoegd (of zou moeten bevoegd zijn) voor de ganse Wehrmacht. Om geopolitieke redenen zou Duitsland als continentale macht in een continentale oorlog betrokken worden en operaties moesten dus geleid worden door de Generale Staf van de Landstrijdkrachten. De marine en de luchtmacht hebben in die operaties een ondersteunende rol te vervullen.
Er volgde een bitsige strijd tussen OKW en OKH, voorstanders van de overkoepelende Generale Staf en voorstanders van de primauteit van de Generale Staf van de Landstrijdmacht. In die strijd die vooral gevoerd werd met memoranda hield Hitler zich afzijdig. 
Uiteindelijk heeft nooit een hoogste organisme voor leiding van de oorlog bestaan.

### Hitler en de Generale Staf Officieren
Aanvankelijk, in 1935, had ook Hitler vertrouwen in de mythe van de alleswetende en alleskunnende Generale Staf. Het inherent conflict tussen de persoonlijkheid van de koele wetenschappelijk denkende Stafofficier en de visionaire gevoelsmatig denkende en handelende volksleider zou evenwel onvermijdelijk aan het licht komen.
Tegelijk bestond er ook een onoverbrugbare tegenstelling tussen de respectieve visie op de rol van de leider en de rol van de Generale Staf Officier. 
Stafchefs die met elkaar corresponderen en als medebeslisser optreden passen niet in de ideologie die de leider als begiftigd met bovennatuurlijke krachten en onfeilbaar beschouwd.
Het gevolg was een enorm wantrouwen van Hitler voor de Generale Stafofficieren.
De tegenstellingen tussen OKW, OKH en Hitler werden uiteindelijk  “opgelost” door het OKH exclusief bevoegd te maken voor de oorlog in Rusland en het OKW voor alle andere operaties.

### Akademies
In 1935 werd de verboden “Kriegsakademie des Heeres”, de Krijgsschool van de Landstrijdkrachten, heropgericht. Ook een “Luftkriegsakademie”, een Krijgsschool van de Luchtstrijdkrachten, zag het licht. 
De “Reichskriegminister” Blomberg was er niet in geslaagd een overkoepelende Generale Staf op te richten om alle krijgsmachtonderdelen te betrekken bij de oorlogsvoorbereiding en uitvoering van operaties. Hij probeerde dan zijn doel te bereiken door een “Wehrmachtakademie”, een krijgsschool voor de krijgsmacht in haar geheel, op te richten. Deze instelling kwam evenwel niet van de grond en in 1938 gesloten bij gebrek aan voldoende bekwame Generale Staf Officieren. Die waren namelijk in aantal betrokken bij de uitbouw van de Wehrmacht.

### Het Korps Generale Staf Officieren
De nazi-ideologie eiste haar tol in het Korps. Een aantal Generale Staf Officieren waren begeesterd door de nieuwe orde. Sommigen gaven blijk van totale wereldvreemdheid met betrekking tot de nieuwe orde en zetten onvermoeibaar hun kennis en krachten in, zonder verder na te denken. Anderen hielden vast aan de traditionele normen en waarden van de Generale Staf als instituut. Een niet onbelangrijk aantal gingen daarin zo ver als plannen te maken om het naziregime omver te werpen en uit te voeren.
Na de aanslag op Hitler op 20 juli werden vierentwintig leden van de Generale Staf ter dood veroordeeld en opgehangen wegens medeplichtigheid. Zestien Generale Stafofficieren pleegden zelfmoord om aan vervolging te ontsnappen.
Na de Tweede Wereldoorlog werd de heropgerichte Duitse Generale Staf in Neurenberg aangeklaagd als misdadige organisatie, maar niet veroordeeld. Keitel en Jodl werden individueel aangeklaagd, veroordeeld en geëxecuteerd.

## De Duitse Bondsrepubliek

### Politiek-militaire situatie
Na de onvoorwaardelijke capitulatie van de “Wehrmacht” in mei 1945 beslisten de bezettende mogendheden dat Duitsland zou gedemilitariseerd worden. Duitsland mocht geen leger meer oprichten en uiteraard was ook de Generale Staf verboden. Nadat de vroegere geallieerde bondgenoten elkaar steeds meer wantrouwden en de resulterende koude oorlog steeds 'warmer' dreigde te worden was dit standpunt niet lang vol te houden. In het licht van het expansionistische Stalinistische Rusland beseften de westelijke geallieerden dat ze de Duitsers nodig hadden voor de verdediging van Europa tegen het communisme.
Zodoende werd in de jaren vijftig de “Bundeswehr” (Nationale Krijgsmacht) opgericht met medewerking van voormalige Generale Stafofficieren. 
De taken die voorheen de officieren van de Generale Staf toevertrouwd werden waren niet verdwenen met het verbod op de Generale Staf. De dienst in de hoogste leiding gevende nationale organismen of in een operationeel leidinggevend organisme zoals NAVO hoofdkwartieren, legerkorps- en divisiehoofdkwartieren vereist zoals destijds dat stafofficieren de krijgsmacht in haar geheel begrijpen. Hun kennis moet verder reiken dan het eigen krijgsmachtonderdeel en de troepenafdeling zoals infanterie, cavalerie en artillerie waartoe ze oorspronkelijk behoorden. 
De rol van de Generale Staf werd in de “Bundeswehr” overgenomen door nieuwe instellingen die functioneren zoals passend binnen de hedendaagse democratische Duitse Bondsrepubliek.

### Leidinggevende Staf van de Krijgsmacht
De rol van de vroegere Generale Staf werd tot 2011 vervuld door de “Führungsstab der Streitkräfte (Fü S)” (Leidinggevende Staf van de Krijgsmacht) en na een diepgaande reorganisatie van de Bundeswehr  door diverse afdelingen binnen het “Bundesministerium der Verteidigung” (Ministerie voor Landsverdediging). De officieren die er dienstdoen hebben een bijzondere opleiding gevolgd. Aan het hoofd van de Leidinggevende Staf van de Krijgsmacht staat de "Generalinspekteur der Bundeswehr". Hij is de hoogste militaire autoriteit van de "Bundeswehr".

### Helpers van het commando
De rol van bij de grote eenheden gedetacheerde  Generale Staf Officieren, de vroegere Troepen Generale Staven, wordt vervuld door stafofficieren die een bijzondere opleiding gevolgd hebben. In hogere militaire staven  en in de landmacht vanaf het niveau brigades helpen ze de bevelhebber als zogenaamde “Führergehilfen”, helpers van de commandant. Ze worden geleid door de chef van de staf. De Stafchef en zijn stafofficieren zijn nu raadgevers en medewerkers van de bevelhebber onder zijn exclusieve bevoegdheid. 

### Hogeschool voor Bevelvoering
De officieren die dienstdoen in de Leidinggevende Staf van de Krijgsmacht en in de Leidinggevende Staven van de Krijgsmachtonderdelen, in de hogere militaire staven en in de staven van de grote eenheden worden opgeleid aan de “Führungsakademie der Bundeswehr” (Hogeschool voor Bevelvoering van de Bundeswehr) in Hamburg. Deze instelling heeft sedert 1957 de rol van de vroegere “Kriegsakademie” overgenomen.
Voor de nog steeds langdurige en intensieve opleiding worden de beste officieren van het landleger, de luchtmacht en de marine van een jaargang uitgekozen. Ze volgden aanvankelijk de opleiding elk in zijn krijgsmachtonderdeel. Vanaf 2004 volgen alle officieren van de drie krijgsmachtonderdelen dezelfde opleiding met het oog op mogelijke inzet in buitenlandse operaties die de gezamenlijke inzet van de drie traditionele krijgsmachtonderdelen vereist. 

### Het Korps Generale Staf Officieren
Het Korps van de Generale Staf Officieren bestaat als dusdanig niet meer.
De officieren die de opleiding aan de Hogeschool voor Bevelvoering gevolgd hebben krijgen wel een bijzonder personeelsstatuut. De organisatietabellen voorzien bepaalde posten in de Leidinggevende Staf van de Krijgsmacht, in de Leidinggevende Staven van de Krijgsmachtonderdelen en in de operationele staven van grote eenheden waar ze zullen ingezet worden.
Ze kunnen daarenboven geroepen worden om dienst te doen in andere leidende posities in het nationaal Ministerie voor Landsverdediging, in scholen en hoge onderwijsinstellingen en als militaire attachés. Ze worden ten gepasten tijde ook geroepen om commandofuncties te bekleden.
Ze behoren niet meer zoals voorheen tot een apart korps. Er is geen sprake meer van onderlinge geprivilegieerde directe relaties zoals tussen voormalige Generale Staf Officieren.
De militairen van alle rang, van officier tot soldaat die dienstdoen in een operationeel leidinggevende staf zijn gekend als stafofficier, stafonderofficier, stafsoldaat. Landmacht en luchtmacht stafofficieren voegen bij hun graad de afkorting  ”i. G.“, wat tot 1945  stond voor “im Generalstab“ (behorend tot de Generale Staf) en nu voor ”im Generalstabsdienst“ (in een post waar Generale Staf taken aan de orde zijn). 
Ze zijn herkenbaar aan uiterlijke kentekens op het uniform: zoals van oudsher karmozijnrode spiegel op de kraag en karmozijnrode bies van de schouderstukken. Officieren die de opleiding niet gevolgd hebben en toch de post toevertrouwd werden mogen eveneens i.G. bij hun rang voegen en de uniformtekens dragen. 
In de praktijk is de uitdrukking “Generalstabsoffizier” nog altijd gangbaar hoewel ze formeel niet bestaat.
De marine kent geen uiterlijke herkenningstekens noch bijvoegsels aan de rang.

### Operationele bevelvoering
In de "Bundeswehr" wordt operationele bevelvoering niet toevertrouwd aan een organisatie zoals destijds de Grote Generale Staf.
Tot 1990 zou de "Bundeswehr" in geval van oorlog de operationele bevelvoering op de hogere niveaus overgelaten hebben aan  NAVO hoofdkwartieren. Onder die NAVO hoofdkwartieren ressorteerden niettemin exclusief Duitse hoofdkwartieren zoals bvb. het commando over de vloot en het commando over de legerkorpsen. Deze regeling gold ook voor andere NAVO landen. 
Sedertdien worden operaties van de "Bundeswehr" in het buitenland die niet onder NAVO vlag of een andere Internationale organisatie gevoerd worden, geleid door een ad hoc bevelvoeringsorganisme binnen het "Bundesministerium der Verteidigung" (Ministerie voor Landsverdediging), of door een bevelvoeringsorganisme van een onderdeel van de krijgsmacht.  